# Charops aditya
Charops aditya là một loài tò vò trong họ Ichneumonidae.